# Lessard-et-le-Chêne
Lessard-et-le-Chêne är en kommun i departementet Calvados i regionen Normandie i norra Frankrike. Kommunen ligger i kantonen Lisieux 3e Canton som ligger i arrondissementet Lisieux. År 2022 hade Lessard-et-le-Chêne 155 invånare.

## Befolkningsutveckling
Antalet invånare i kommunen Lessard-et-le-Chêne
Referens: INSEE